# Schütte-Lanz
A partir de 1909, a empresa Luftschiffbau Schütte-Lanz esteve envolvida na construção de dirigíveis, mais tarde também de aviões e automóveis. Foi o maior concorrente alemão de Ferdinand von Zeppelin no campo da construção de dirigíveis rígidos antes e durante a Primeira Guerra Mundial. Embora os dirigíveis Schütte-Lanz fossem superiores aos zepelins em muitos aspectos, o construtor de dirigíveis nunca foi capaz de comemorar os sucessos do Zeppelin.

## História
A empresa foi fundada pelo industrial Karl Lanz e pelo engenheiro Johann Schütte em 22 de abril de 1909 em Rheinau. A unidade de produção foi localizada em Brühl, perto de Mannheim, e mais tarde expandida por outra fábrica em Zeesen e Leipzig.  A principal diferença entre os dirigíveis e os do tipo Zeppelin estava em seu material de construção. O esqueleto era feito de madeira. Foi só mais tarde que quatro dirigíveis comerciais e um dirigível de pesquisa foram planejados para o período pós-guerra, que, como os dirigíveis Zeppelin, deveriam receber um esqueleto de duralumínio.
Até então, no entanto, a Luftschiffbau Schütte-Lanz só havia produzido dirigíveis militares.
De 1 de abril de 1916 a 15 de abril de 1925, uma filial foi localizada em Zeesen, em Brandemburgo, com seu próprio dirigível, estaleiro e construção de aeronaves. Na primavera de 1916, o departamento de construção de aeronaves foi transferido da fábrica principal em Mannheim-Rheinau para Zeesen para este fim. Um total de três dirigíveis e mais de 500 aeronaves foram construídos em Zeesen. Após a Primeira Guerra Mundial, a produção teve que ser interrompida em 1921, de acordo com as disposições do Tratado de Versalhes. Isso significou o fim da empresa na construção de dirigíveis, e a Luftschiffbau Schütte-Lanz foi dissolvida em meados de 1925.
De 1920 a 1924, uma subsidiária, a Schütte-Lanz-Werke AG em Zeesen, construiu carrocerias para automóveis sob o nome de S.L. De 1922 a 1924, um carro de passeio com um motor de 4/14 hp também foi produzido, que foi oferecido sob o nome Schütte-Lanz.
Foi possível transferir a experiência tecnológica da construção de dirigíveis para outras áreas de negócio, principalmente na construção de compensados. Até ao final de 2007, a empresa especializou-se em painéis de cofragem sob o nome Finnforest Schütte-Lanz GmbH, com sede em Brühl, perto de Mannheim. Após a interrupção das operações, as instalações de produção foram desmontadas. O local está atualmente sendo comercializado sob o nome de "Gewerbepark Schütte-Lanz". As últimas salas listadas remanescentes de 1911 estão agora à espera de tempos melhores. Em 11 de outubro de 2013, a chaminé foi explodida porque os futuros comerciantes não queriam uma chaminé.
Desde 1933, a antiga Steinstraße em Berlim-Lichterfelde tem sido chamada Schütte-Lanz-Straße. Há o Lilienthal Park com o Lilienthal Monument.
No antigo local em Zeesen, o "Parque Industrial Schütte-Lanz" é uma lembrança do antigo local de produção. Os últimos prédios da usina foram demolidos em março de 2013.

## Dirigíveis
Para tipos de dirigíveis, dirigíveis construídos e planejados, consulte Lista de dirigíveis Schütte-Lanz.

## Aeronaves
| Designação         | Propósito   | Ano de construção |
| ------------------ | ----------- | ----------------- |
| Schütte-Lanz D.I   | Combatente  | 1915              |
| Schütte-Lanz D.III | Combatente  | 1916              |
| Schütte-Lanz Dr.I  | Combatente  | 1916              |
| Schütte-Lanz D.IV  | Combatente  | 1917              |
| Schütte-Lanz D.VI  | Combatente  | 1917              |
| Schütte-Lanz D.VII | Combatente  | 1918              |
| Schütte-Lanz G.I   | Bombardeiro | 1915              |
| Schütte-Lanz G.III | Bombardeiro |                   |
| Schütte-Lanz G.IV  | Bombardeiro |                   |
| Schütte-Lanz Gv    | Bombardeiro |                   |
| Schütte-Lanz C.I   | Olheiro     | 1915              |
| Schütte-Lanz R.I   | Bombardeiro | 1918              |

## Literatura
- Dr. Ing. e. h. Johann Schütte: Der Luftschiffbau Schütte-Lanz 1909–1925, Verlag von R. Oldenbourg, München/Berlin 1926; hier: Reprint von 1984, herausgegeben von Johann Friedrich Jahn, Oldenburg i.O.
- Dorothea Haaland: Der Luftschiffbau Schütte-Lanz – Mannheim-Rheinau (1909–1925). Dissertation. In: Südwestdeutsche Schriften (4); Institut für Landeskunde und Regionalforschung der Universität, Mannheim 1987, ISBN 3-87804-186-1.
- Sebastian Wentzler: Die Schütte-Lanz-Innovationen – Technische Neuerungen des Luftschiffbaus Schütte-Lanz zwischen 1909 und 1914 im Vergleich zum Luftschiffbau Zeppelin, BIS Verlag, Oldenburg 2000, ISBN 3-8142-0718-1 (online, PDF; 991 kB).
- Sonja Steiner-Welz: Schütte-Lanz-Luftfahrzeuge aus Mannheim. Band 1. Reinhard Welz Vermittler Verlag, 2006, ISBN 3-936041-94-6.
- Ludwig Friedrich, Hans Weihe: Schütte-Lanz. Vom Luftschiff zum Sperrholz. In: Verein für Heimat- und Brauchtumspflege Brühl/Rohrhof (Hrsg.): Brühl und Rohrhof: Das Heimatbuch. Brühl 2007.
- J. Bleibler: Starrluftschiffprojekte in Deutschland 1908 bis 1914. In: W. Meighörner (Hrsg.): Luftschiffe die nie gebaut wurden. Friedrichshafen 2002, S. 31–53.
- Der Traum vom Fliegen Johann Schütte-Ein Pionier der Luftschifffahrt. versch. Autoren, Isense Verlag, 2000, ISBN 3-89598-693-3.
- Im Schatten des Titanen Schütte-Lanz; versch. Autoren. Verlag Robert Gessler, Friedrichshafen 2001, ISBN 3-86136-063-2.
- Deutschlands Krieg in der Luft. Ernst von Hoeppner, Berlin 1921.
- Werner Oswald: Deutsche Autos 1920–1945. 10. Auflage. Motorbuch Verlag, Stuttgart 1996, ISBN 3-87943-519-7, S. 456 und 522 (Automobile und Karosserien der Schütte-Lanz-Werke AG).
- Heinz Nowarra: Die Entwicklung der Flugzeuge 1914–18. München 1959.
- Ulrich Boeyng: Gigantische Hallen für die „Riesen der Lüfte“ (Teil I). Frühe Zeugnisse der Luftschifffahrt in Baden-Württemberg. In: Denkmalpflege in Baden-Württemberg, Bd. 43 Nr. 1 2014, S. 16–21 (online, PDF; 275 kB).
- SCHÜTTE-LANZ. Luftschiffe zu Kleinautos!. In: Mannopolis – 100. Waldkirch, Mannheim 2022, ISBN 978-3-86476-167-6, S. 68–85.